# Rivière Eaton
Pour les articles homonymes, voir Eaton.
La rivière Eaton est un affluent de la rivière Saint-François lequel est sous-affluent du fleuve Saint-Laurent. La rivière Eaton traverse successivement les municipalités de Saint-Isidore-d'Auckland, de Newport, Sawyerville, Cookshire-Eaton et East Angus. Ces municipalités sont situées dans la municipalité régionale de comté (MRC) de Le Haut-Saint-François dans la région administrative de l'Estrie, au sud du Québec, au Canada.

## Géographie
Les principaux bassins versants voisins de la rivière Eaton sont :
- côté nord : rivière Saint-François ;
- côté est : rivière Eaton Nord ;
- côté sud : rivière aux Saumons ;
- côté ouest : rivière Massawippi, rivière aux Saumons, ruisseau Stacey.

De nombreux ruisseaux et différentes branches de la rivière prennent leur source tout près de la crête du nord des Montagnes Blanches et se réunissent sur les flancs près de la frontière entre le Québec et le New Hampshire. Son bassin versant est de 642 km2 sa dénivellation est de 396 m.
La petite vallée de la tête de la rivière Eaton (située au Québec) s'avère une continuité de la vallée de la "West Branch" de l'Indian Stream coulant vers le sud dans le New Hampshire pour aller se déverser dans le fleuve Connecticut.
Cours au Québec à partir de la frontière (segment de 19,9 km)
À partir du 9e rang de Saint-Isidore-d'Auckland, à la frontière entre le Québec et le New Hampshire, la rivière Eaton coule vers le nord selon les segments suivants :
- 7,9 km vers le nord-ouest, jusqu'à la confluence du ruisseau "première Branche de la rivière Eaton" (venant du sud) ;
- 3,6 km vers le nord-ouest, jusqu'à la limite municipale entre Newport et Saint-Isidore-d'Auckland ;
- 6,3 km vers le nord-ouest, jusqu'au pont routier du chemin Parker, au sud du hameau de Randboro qui est traversé par la route 210 ;
- 2,1 km vers l'ouest jusqu'à la confluence de la rivière Clifton (venant du sud).

Cours de la rivière en aval de la rivière Clifton (segment de 11,7 km)
À partir de la confluence de la rivière Clifton, la rivière Eaton coule sur :
- 0,6 km vers le nord-ouest, jusqu'à au pont de la route 210 ;
- 1,9 km vers le nord-ouest, jusqu'au pont situé au nord du village de Sawyerville ;
- 3,4 km vers le nord-ouest, jusqu'à la confluence du ruisseau Sawyer (venant du sud-ouest) ;
- 4,6 km vers le nord, en passant à l'est du hameau d'Eaton Corner, jusqu'au pont du hameau de Lake's Mill (chemin Flanders) ;
- 1,2 km vers le nord, jusqu'à la confluence de la rivière Eaton Nord.

Cours en aval de la rivière Eaton Nord (segment de 11,9 km)
À partir de la confluence de la rivière Eaton Nord, la rivière Eaton coule sur :
- 1,4 km vers le nord-ouest, jusqu'au pont de la route 212 ;
- 2,3 km vers le nord-ouest, en traversant le village de Cookshire jusqu'au pont de la route 108 ;
- 8,2 km vers le nord, en traversant l'étang Lambert, ainsi que les municipalités de Cookshire-Eaton, Westbury et East Angus, jusqu'à son embouchure.

L'embouchure de la rivière Eaton se déverse sur la rive sud de la rivière Saint-François dans une boucle de rivière contournant la ville de East Angus.

## Toponymie
Le toponyme rivière Eaton a été officialisé le 5 décembre 1968 à la Commission de toponymie.